# خطر مزدوج: أن تملك بشرة سوداء، وأن تكون أنثى

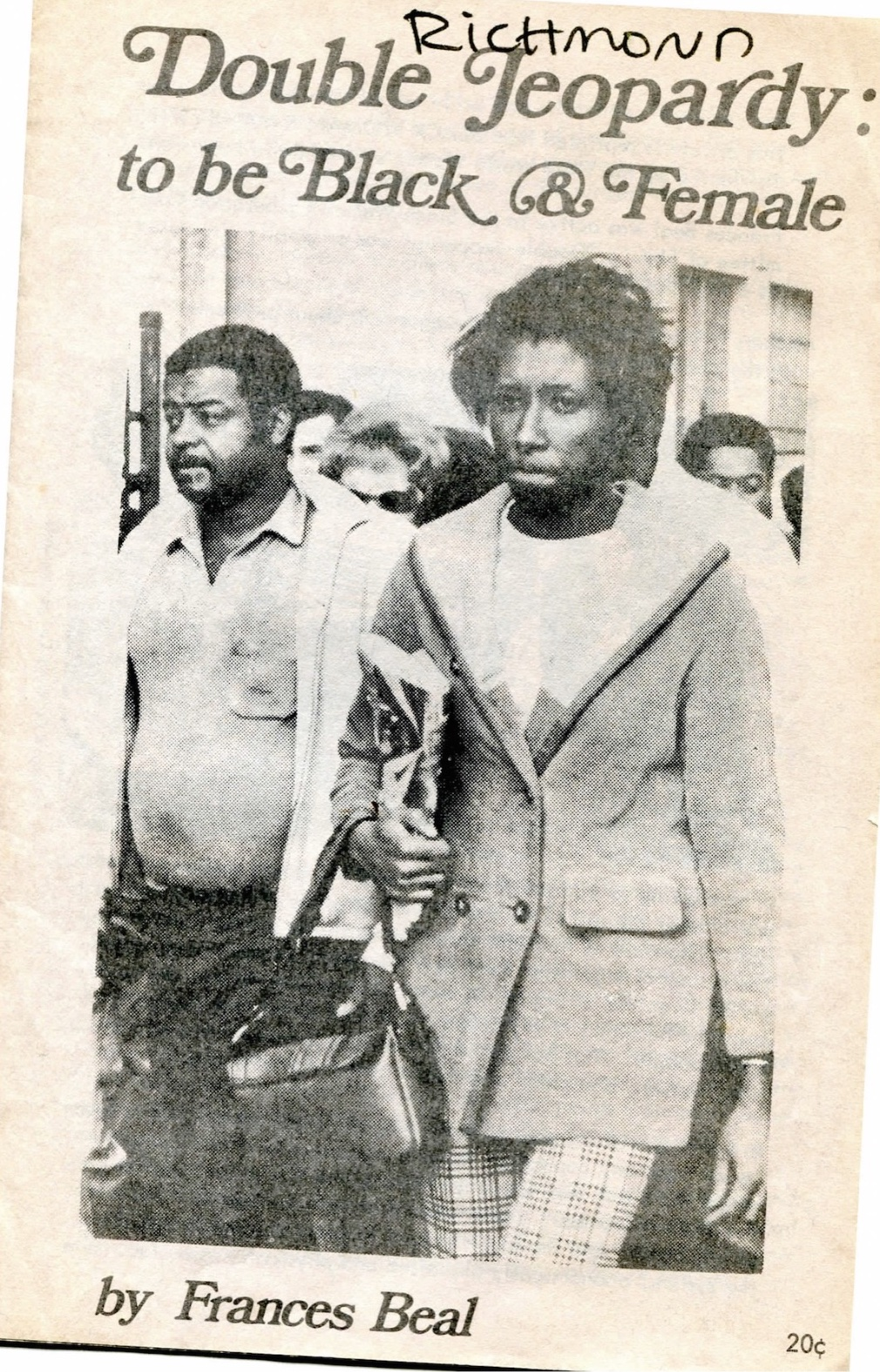
غلاف الكتاب يظهر فيه أنثى بشرتها سوداء.

خطر مزدوج: أن تملك بشرة سوداء، وأن تكون أنثى هو كُتيّب تمت كتابته من قبل «فرانسيس م.بيال»، وهذا في عام 1969. هذا الكتُيّب تمت مراجعته لاحقًا، ثم نشره في كتاب تجميعي يُسمى «المرأة ذات البشرة السوداء»، والذي تم تحريره من قبل «توني كاد إمبارا» في عام 1970. وأيضًا تم نشر نسخة مُنقحة من نفس الكُتيّب في عام 1970 بالكتاب التجميعي «الأختية شيء قوي: مجموعة من الكتابات المستخرجة من رحم حركة تحرير النساء»، وتم تدقيقه وتحريره من قبل «روبين مورجان». تتحدث مقالات «بيال» عن المفاهيم الخاطئة والمشاكل التي تظهر إلى الوجود عندما يحاول أحدهم تحليل وإيجاد دور المرأة ذات البشرة السوداء في المجتمع. الكُتيّب يُغطي جوانب عديدة من الحياة وكيف لها أن صارت تحمل معاييرًا مختلفة بالنسبة إلى المرأة ذات البشرة السوداء أو «المرأة التي ليست بيضاء البشرة»، وهذا مقارنة بالمعايير الخاصة بالمرأة ذات البشرة البيضاء، الرجال ذوي البشرة البيضاء، أو الرجال الذين لا يندرجون أسفل تصنيف البشرة البيضاء. توجد مساحة مُعينة في الكُتيّب تمت عنونتها بـ«الاستغلال الاقتصادي للنساء ذوي البشرة السوداء»؛ هذا القسم من الكُتيّب يتحدث بشكلٍ مختصر عن الحالة الاقتصادية للمرأة ذات البشرة السوداء وكيف أنه في عام 1969، المرأة التي لا تملك بشرة بيضاء تُحقق دخلًا أقل ثلاثة مرات مقارنة بالرجل ذو البشرة البيضاء. وتكشف «بيال» هنا أيضًا المبدأ الاقتصادي المبني على التمييز على أساس العرق وعلى أساس الجنس. وبعبارة أخرى، هي تتحدث عن دعم البعض لمثل هذه الأيدولوجيات الرجعية والتخلفية، حيث كلما تم تهميش فئة ما وتطبيق سياسة التمييز العنصري عليها، كلما صار من السهل جدًا استغلالها على الصعيد العمّالي (لتحصل على مسبح مليء بالعاملات ذوات الأجر المتدني). وبناء عليه تستنتج الكاتبة بعض الاستنتاجات مثل: 1) تطبيق هذه التقسيمة الطبقية المبنية على معدل الأجور، يساهم في الحد من نضال العاملات بشكلٍ عام، لأن العاملات ذوات البشرة البيضاء في العادة لا يناقشن شروط عملهن بسهولة؛ 2) وفي النهاية، يجب أن ترى أبعدًا مختلفة للاستغلال بشكلٍ يرتبط بكل شخص على حدى، وهذا إذا أردنا التخلص من كل تلك الأبعاد والمشاكل دفعة واحدة؛ 3) نشر الوعي بضرورة وضع حد لحالة الاستغلال القصوى للعاملات ذوات البشرة السوداء، وللنساء بشكلٍ عام يجب أن يكون الأولوية القصوى والخطوة الأولى في الحرب ضد الرأسمالية. وفي قسم آخر من الكُتيّب، والذي مُعنون بـ«سياسة غرفة النوم»، تقول الكاتبة أن الدعوة العامة بالأيام الأخيرة للتحكم بالنسل لدى كلٍ من النساء ذوات البشرة السوداء أو اللاتي لا يندرجن أسفل تصنيف البشرة البيضاء، ما هي إلا دعوة لعمل إبادة جراحية شاملة، فتلك الدعوة تسعى لمنع هؤلاء النساء من التوالد وزيادة أعداد أبناء البشرة السوداء. والجدير بالذكر أن المقال يحتوي على قسمين آخرين تحت عنوان «العلاقة بالحركة البيضاء» و«العالم الجديد». هذا الكُتيّب لعب دورًا هامًا جدًا في حركة الدفاع عن الحقوق السود من النساء.

## وصلات خارجية
- "Double Jeopardy: To Be Black and Female"